# Yunnanilus caohaiensis
Yunnanilus caohaiensis is een straalvinnige vissensoort uit de familie van de bermpjes (Nemacheilidae). De wetenschappelijke naam van de soort is voor het eerst geldig gepubliceerd in 1992 door Ding.